# 语气
语气或語式（英語：grammatical mood；modus），是指通过一定的语法形式说明动作或过程的进行方式。透過在語法上使用不同語氣，说话者可以傳達各種对行为或动作的态度，例如陈述语气、祈使语气、虚拟语气、条件语气等。
尽管在许多语言（包括英语以及大多数其他现代印欧语言）中，一个词语组合可以同时表达多种含义，但是语气不同于时态或体。

## 外部連結
- Mood and Modality: Out of theory and into the fray（页面存档备份，存于）
- Mood in Biblical Greek（页面存档备份，存于）